# Мург (Баден-Вюртемберг)
Мург (нім. Murg) — громада в Німеччині, знаходиться в землі Баден-Вюртемберг. Підпорядковується адміністративному округу Фрайбург. Входить до складу району Вальдсгут.
Площа — 20,90 км2. Населення становить 6983 ос. (станом на 31 грудня 2020).